# Jean Grimont
Jean Grimont, né le 13 juin 1930 à Belfort (Territoire de Belfort) et mort le 5 mars 2006 à Mulhouse (Haut-Rhin), est un homme politique français.

## Détail des fonctions et des mandats
Au Parlement
- 24 août 1984 - 1er avril 1986 : Député de la 4e circonscription du Haut-Rhin
- 16 mars 1986 - 14 mai 1988 : Député du Haut-Rhin

Au niveau local
- 1989 - 2001 : adjoint au maire de Mulhouse
- 1989 - 1995 : conseiller général du Haut-Rhin